# 聖路易斯 (托利馬省)
聖路易斯是哥倫比亞的城鎮，位於該國中西部，由托利馬省負責管轄，面積425平方公里，海拔高度503米，2005年人口13,447，人口密度每平方公里31.64人。
4°08′10″N 75°05′58″W / 4.13611°N 75.0994°W